# Луис Мария де Бурбон-и-Вальябрига
Луис Мария де Бурбон-и-Вальябрига (исп. Luis María de Borbón y Vallabriga; 22 мая 1777, Кадальсо-де-лос-Видриос, Королевство Испания — 19 марта 1823, Мадрид, Королевство Испания) — член испанской королевской семьи, сеньор де Боадилья-дель-Монте, испанский церковный и государственный деятель. Архиепископ Севильи (с 15 марта 1799 по 22 декабря 1800), архиепископ Толедо и примас Испании (с 22 декабря 1800 по 29 декабря 1814), кардинал-священник (с 11 августа 1800) с титулом церкви Санта-Мария-делла-Скала (с 20 октября 1800 по 19 марта 1823), кардинал-протопресвитер (с 6 октября 1819 по 19 марта 1823).

## Биография
Луис Мария де Бурбон-и-Вальябрига родился 22 мая 1777 года в Испании; происходил из местных Бурбонов. Родился в семье инфанта Луиса де Бурбон-и-Фарнесио, графа де Чинчон, и его морганатической супруги Марии Терезы де Вальябрига; племянник испанского короля Карла III.
В 1799 году он стал кардиналом Святой Римской Церкви и архиепископом Севильи, а затем в 1800 году — архиепископом Толедо.
Во время оккупации Испании французской армией в ходе Наполеоновских войн Луис Мария де Бурбон-и-Вальябрига участвовал в работе Кадисских кортесов, утверждал практически все декреты национального собрания кортесов; так, его подпись находится, в частности, на конституции 1812 года и на декрете, отменяющем инквизицию.
В 1813 году, в ходе коалиционных войн, когда французские войска были вытеснены из Испании, кардинал Бурбон возглавлял регентский совет, который правил страной до возвращения Фернандо VII и принесения им присяги на конституции 1812 года. В мае 1814 года королевский трон вновь Фернандо VII, смещённый в 1808 году (его предшественник Карл IV был ещё жив, но проживал в Риме и в Испанию уже не возвращался). У нового монарха Луис Мария де Бурбон-и-Вальябрига сразу впал в немилость и вскоре был отстранён от дел, и затем у него, как у горячего конституционалиста, была отнята и епархия, а он сам лишён всех доходов и власти.
После Мартовской испанской революции 1820 года король, в силу обстоятельств, вновь призвал его и назначил президентом хунты. При образовании конституционного управления де Бурбон получил место и в государственном совете. Провозглашён кавалером ордена Золотого руна 9 июля 1820 года.
Луис Мария де Бурбон-и-Вальябрига умер 19 марта 1823 года в городе Мадриде.